# Berles Position Military Cemetery
Le  Berles Position  Military Cemetery  est un cimetière militaire de la Première Guerre mondiale, situé sur le territoire de la commune de Berles-au-Bois, dans le département du Pas-de-Calais, au sud-ouest d'Arras.
Deux autres cimetières britanniques sont implantés sur le territoire de la commune : Berles-au-Bois New Military Cemetery et Berles-au-Bois Churchyard Extension.

## Localisation
Ce cimetière est situé à 1,5 km au sud-est du village sur la route de Monchy-au-Bois. Implanté à 150 m de la chaussée au milieu des cultures, il est accessible par petit sentier engazonné.

## Histoire

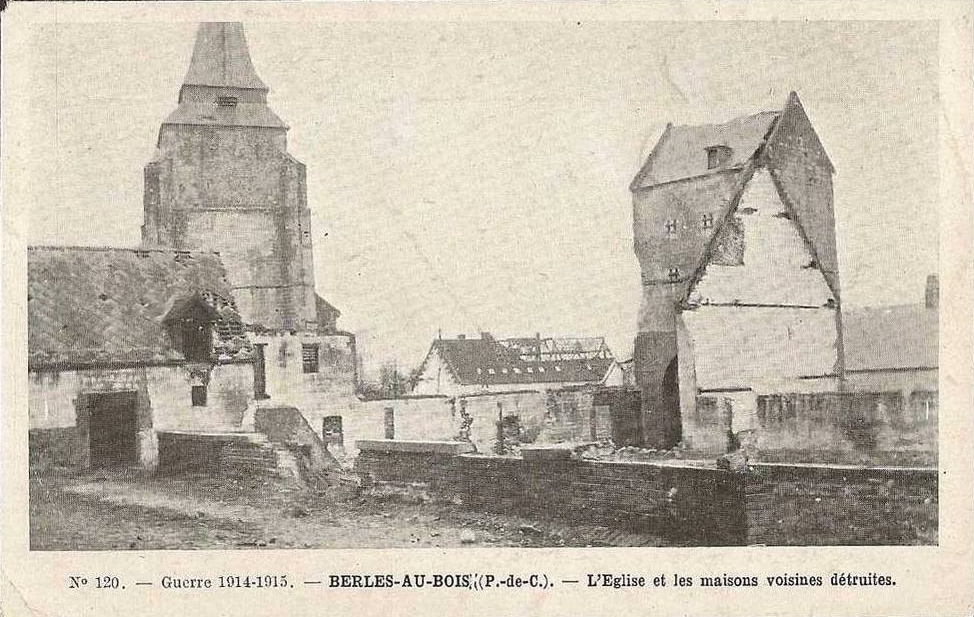
L'état du village en 1915, partiellement détruit.

Situé à proximité de la ligne de front, aux mains des troupes françaises depuis le début de la guerre, le village passera  aux mains  des Britanniques en juillet 1915 et le restera jusqu' à la fin de la guerre.
Toutes les victimes britanniques inhumées  dans ce cimetière sont tombées dans les combats sporadiques contre l'ennemi pour tenter de percer la ligne de front de juillet 1916 à février 1917, date à laquelle les Allemands se replieront sur la Ligne Hindenburg, le front reculera alors d'une vingtaine de km à l'est.
Le village, qui subit de violents bombardements, a ensuite été « adopté » par le comté de Wolverhampton.
Le cimetière militaire de Berles Position est commencé en juillet 1916 et utilisé jusqu'en février 1917. Il comporte les tombes de 52 soldats britanniques dont un seul non identifié.

## Caractéristiques
Ce  cimetière, au plan carré, aux angles arrondis, d'une vingtaine de mètres de côté, est entouré d'un muret de moellons. Il a été conçu par William Harrison Cowlishaw.

## Galerie

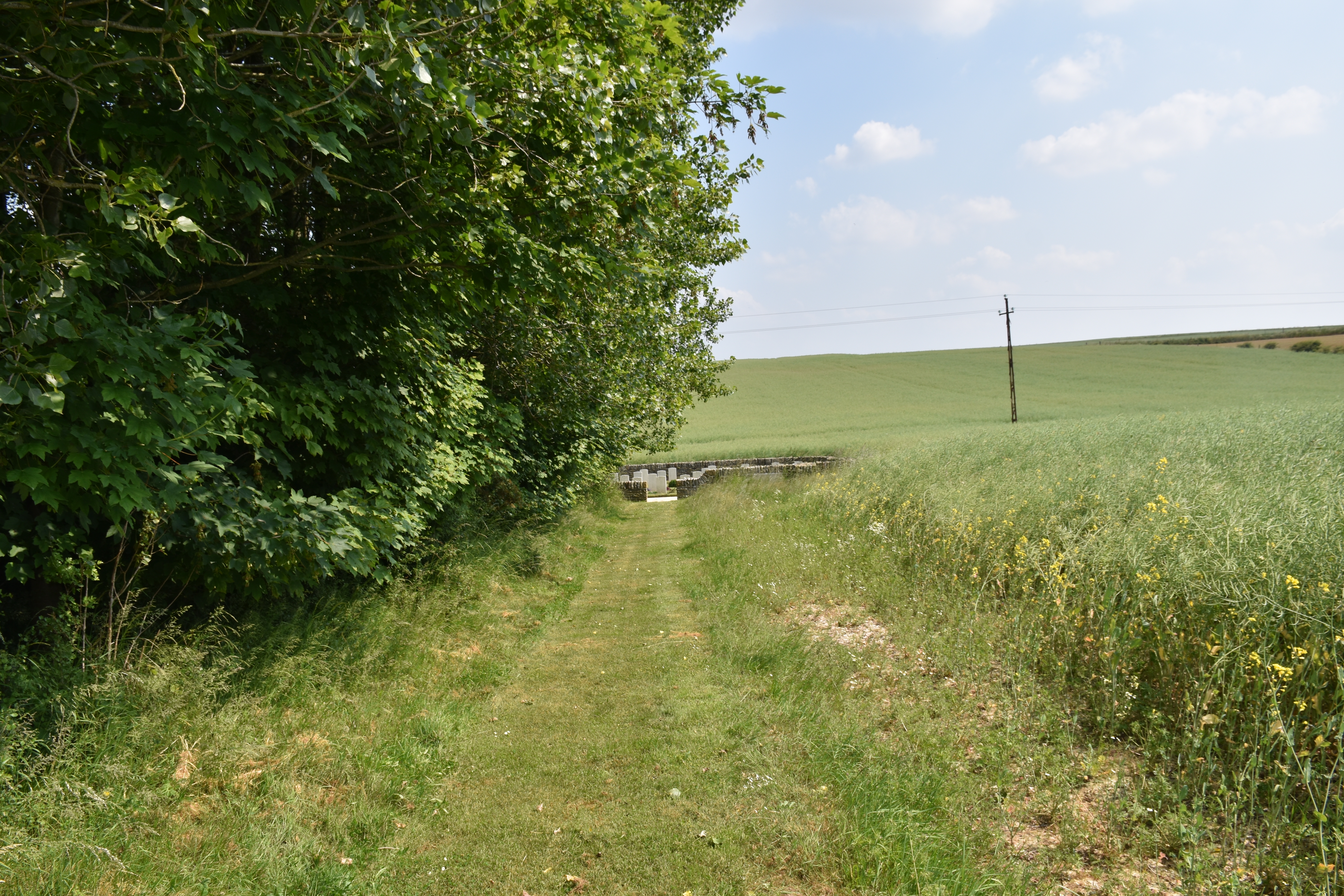
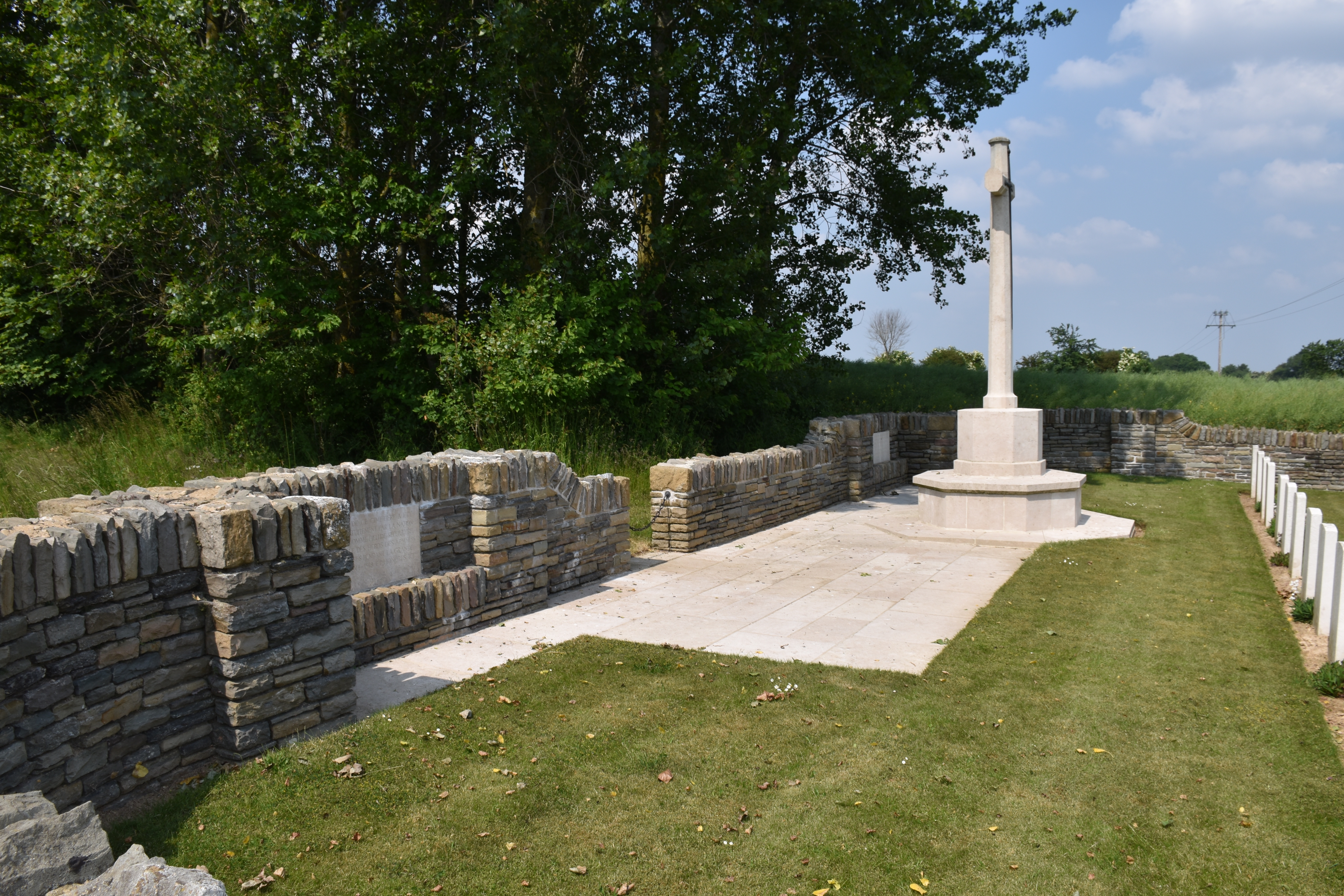
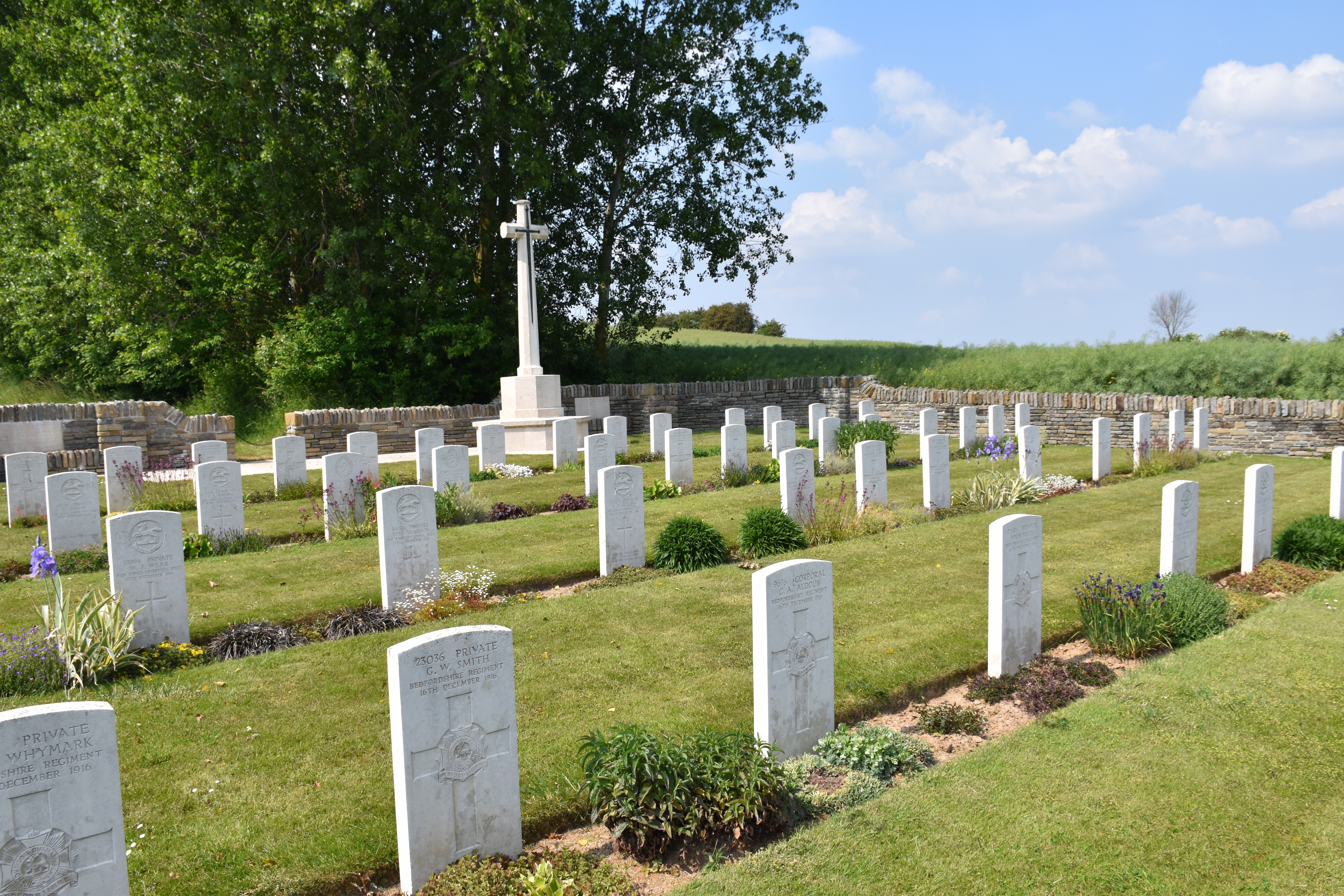
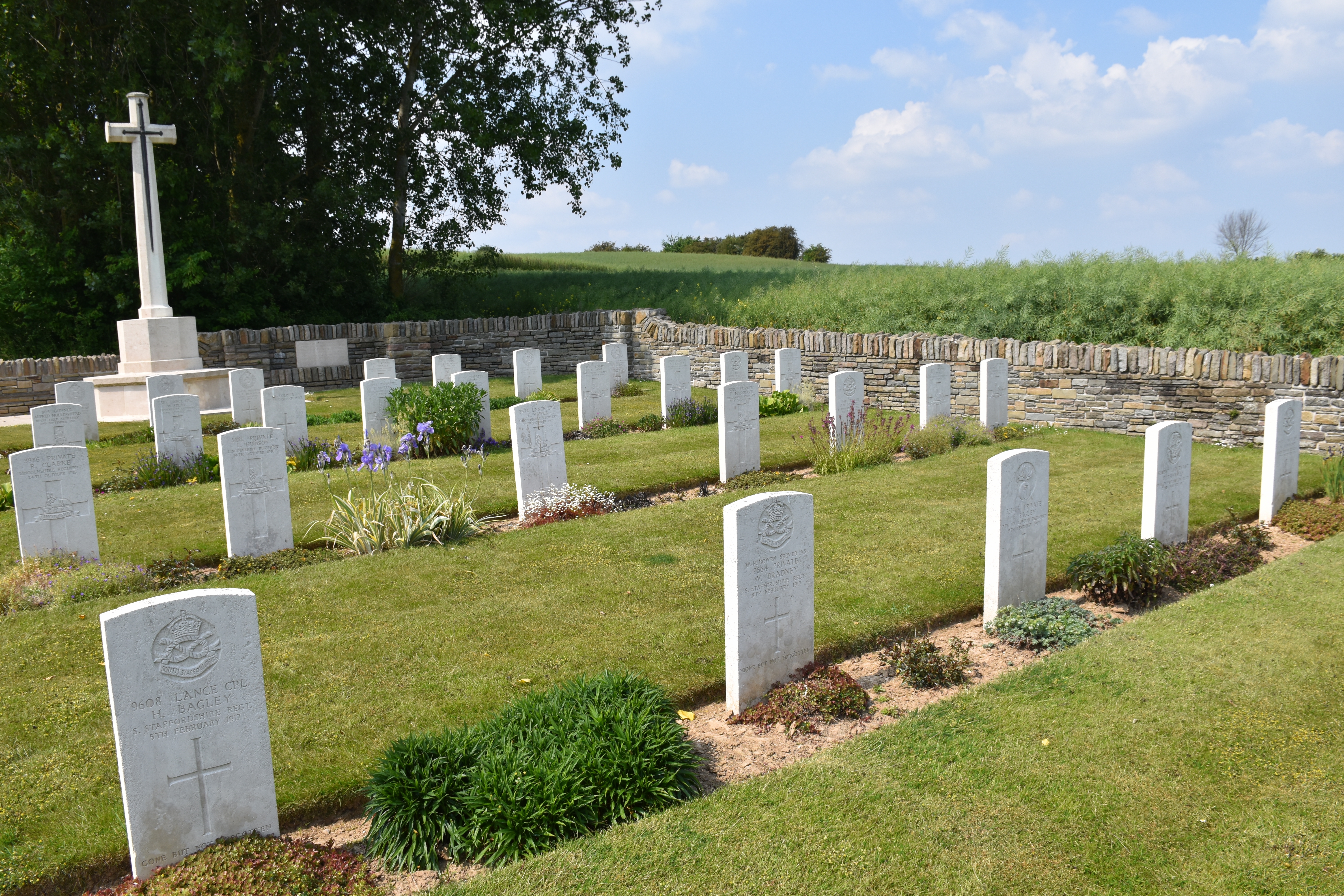
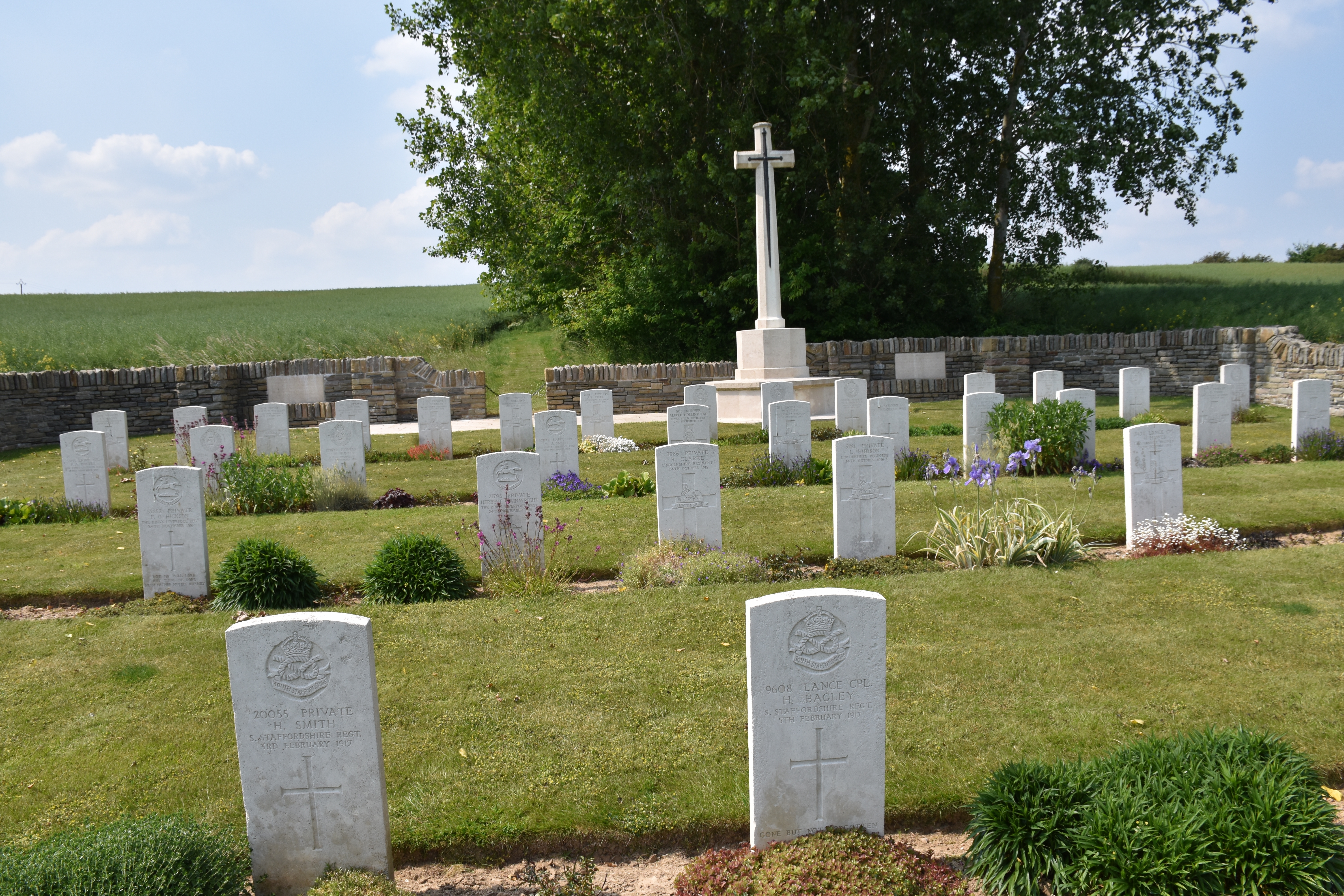
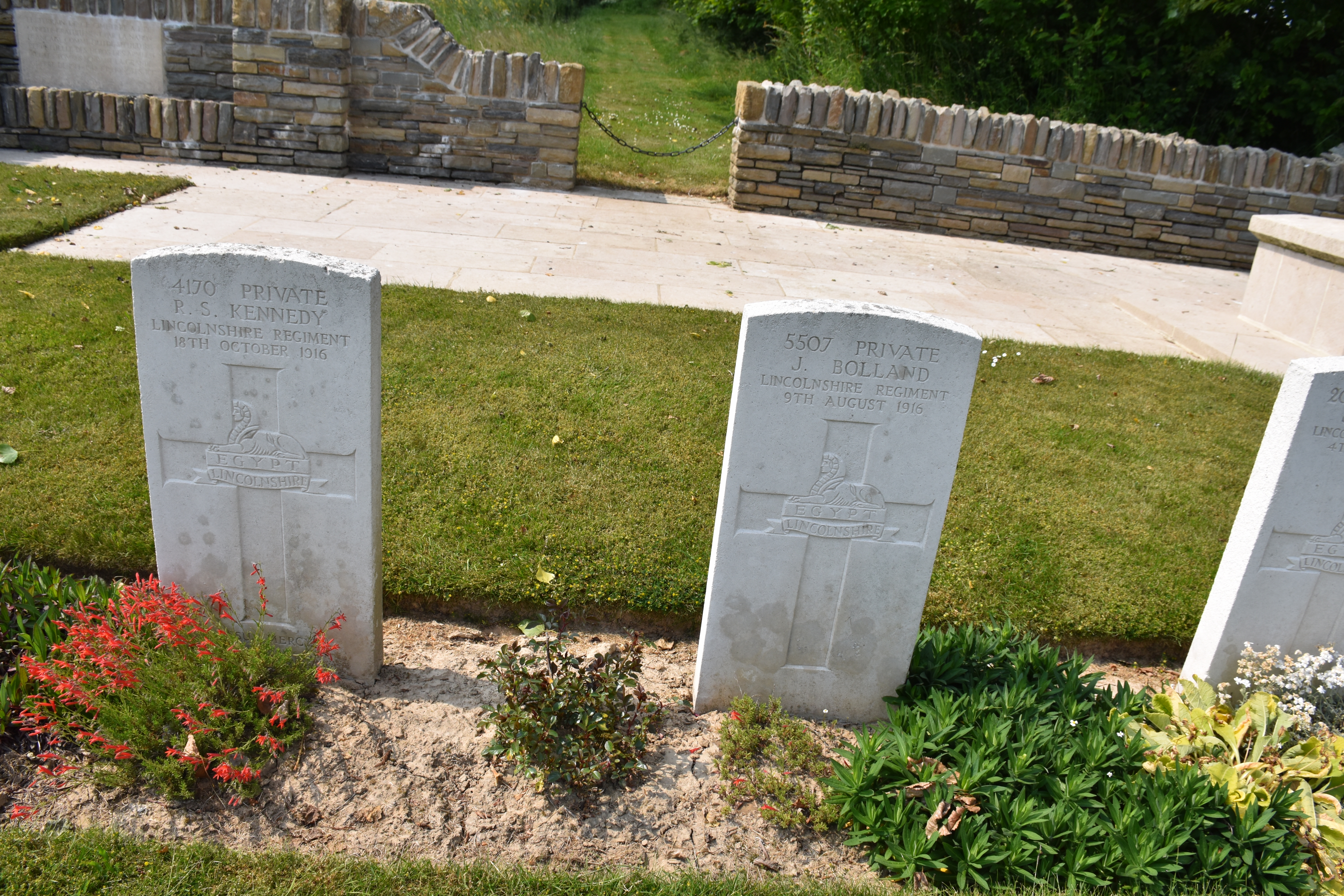

## Sépultures
| Pays        | Sépultures |
| ----------- | ---------- |
| Royaume-Uni | 52         |

## Pour approfondir